# Centro Cultural Gabriela Mistral
Het Centro Cultural Gabriela Mistral (GAM) (Nederlands: Cultureel centrum Gabriela Mistral) is een cultureel centrum gelegen aan de 227 Av. Libertador Bernardo O'Higgins in Santiago, Chili.

## Geschiedenis

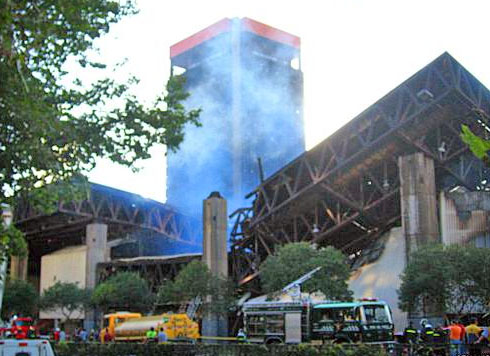
Brand in maart 2006

Het gebouw werd ontworpen door de architecten José Covacevic, Hugo Gaggero, Juan Echenique, José Medina en Sergio González Espinoza en oorspronkelijk gebouwd als hoofdkwartier voor de derde UNCTAD-conferentie die plaatsvond in 1972. Het complex bestaat uit een congrescentrum met een aangrenzend gebouw van 22 verdiepingen. Het gebouw werd in slechts 275 dagen voltooid met ondersteuning van enkele duizenden vrijwilligers. Deze inspanning maakte deel uit van een groot propaganda-initiatief, uitgevoerd door de socialistische regering van Salvador Allende, die aan de macht was vanaf einde 1970 tot september 1973. Na de conferentie werd het gebouw als cultureel centrum gebruikt tot de Chileense staatsgreep van 1973. Na het einde van het regime van Pinochet werden in het gebouw een aantal conventies gehouden en de aangrenzende toren werd het hoofdgebouw van het nationaal ministerie van defensie.
Op 5 maart 2006 werd een deel van het gebouw beschadigd door een brand. De regering van Michelle Bachelet besloot om het gebouw terug in zijn oorspronkelijke functie te herstellen en te gebruiken als openbaar cultureel centrum. In september 2010 vierden zevenduizend mensen samen met de overheid en belangrijke culturele vertegenwoordigers de heropening van het centrum dat vernoemd werd naar de Chileense dichteres en Nobelprijswinnaar Gabriela Mistral. Op 17 maart 2014 werd door presidente Michelle Bachelet een tweede verbouwingsfase aangekondigd met de bouw van een groot theater met een capaciteit van 2000 toeschouwers.